# الشعابة (وشحة)

تعديل مصدري - تعديل

الشعابة هي إحدى قرى عزلة بنى سعد بمديرية وشحة التابعة لمحافظة حجة، بلغ تعداد سكانها 119 نسمة حسب تعداد اليمن لعام 2004.